# 泰費德斯特山脈

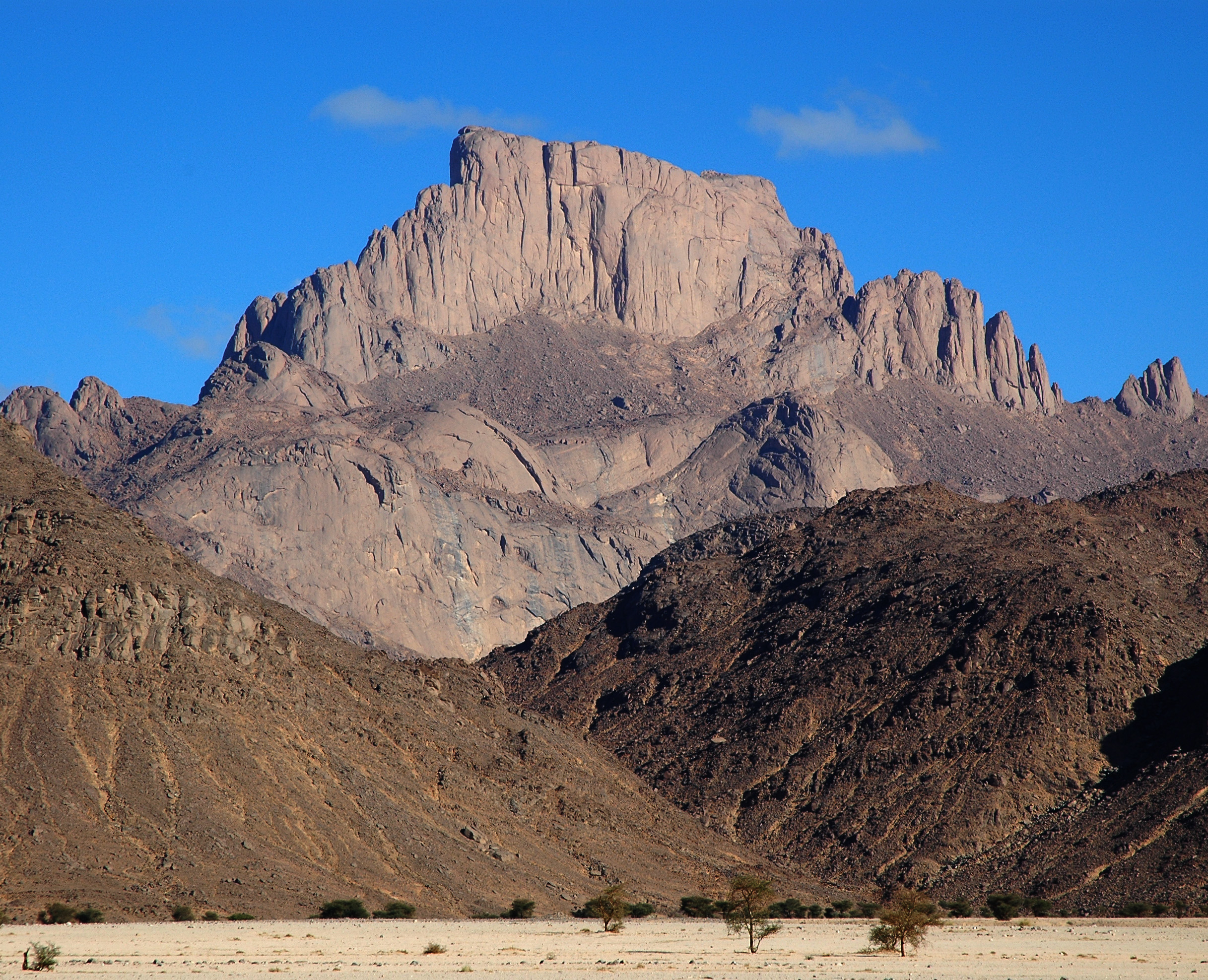

25°5′0″N 5°25′0″E / 25.08333°N 5.41667°E
泰費德斯特山脈（阿拉伯语：‎），是阿爾及利亞的山脈，位於該國南部，山體由花崗岩組成，南北橫跨120公里，是非洲野犬的棲息地，最高點海拔高度2,370米。